# Mirk
Mirk je redkejši priimek Sloveniji.

## Zani nosilci priimka
- Vasilij Mirk (1884—1962), skladatelj, pedagog in zborovodja